# 白い指の戯れ
『白い指の戯れ』（しろいゆびのたわむれ）は、1972年6月7日公開の日本映画。成人映画。日活製作・配給による日活ロマンポルノの代表作である。ロマンポルノとしては初のキネマ旬報ベスト・テン入りを果たした。仮題タイトルは「しなやかな指の女」という題名だった。
にっかつロマンポルノ作品の中では初めて主演の荒木一郎がポスターとなることで、男優が表看板となった。
伊佐山ひろ子のデビュー作であるとともに、松田優作作品を数多く監督した村川透のデビュー作でもある。アメリカン・ニューシネマを意識した作品でもあり、2012年には、日活百周年のイベント「生きつづけるロマンポルノ」において渋谷オーディトリウムほか全国多くの映画館でリバイバル上映された。

## スタッフ
- 監督：村川透
- 脚本：神代辰巳、村川透
- 企画：三浦朗
- 音楽：小沢典仁
- 撮影：姫田真佐久
- 美術：松井敏行
- 録音：古山恒夫
- 照明：高島利隆
- 編集：井上親弥
- 助監督：岡本考二
- 色彩計測：田中正博
- 現像：東洋現像所
- スチール：浅石靖
- 製作担当：大鷲勝道

## キャスト
- ゆき：伊佐山ひろ子
- 洋子：石堂洋子
- 山木：五条博
- 刑事：木島一郎
- 山川：粟津號
- 仲間：足立義夫
- 二郎：谷本一
- 露木譲
- 大泉隆二
- 佐藤了一
- 矢藤昌宏
- 山岡正義
- 賀川修嗣
- 白井鋭
- 拓：荒木一郎

## 製作
荒木一郎は、1969年の羽仁進監督『愛奴』のクランクイン直後の同年2月7日に強制猥褻致傷容疑で町田警察署に逮捕・拘留され、のちに不起訴にはなったが、荒木は一切頭を下げず、当時のマスメディアに激しく叩かれた。荒木を救ったのが東映で、荒木を1970年の『殺し屋人別帳』で映画界に復帰させ、また当時、岡田茂東映社長の指示で、東映ポルノを推進していた天尾完次東映プロデューサーが、池玲子や杉本美樹、芹明香、潤ますみらポルノ女優のマネジメントを荒木に任せ、荒木は芸能プロダクション「現代企画」を設立、東映ポルノに女優を供給し、「ポルノの裏の帝王みたいになった」など自負した。こうした事情もあり、ポルノ映画に出るのは抵抗があり、「東映と付き合いが深い自分が日活なんか出れない」、「ピンク映画をただロマンポルノと言っただけで、何の芸術性も無いのが日活」「女3人を何回脱がすかって条件で作られている日活映画には出ないぞ」などと考えていた。しかし渡哲也のマネージャーから「舛田利雄さんの助監督をやっていた村川という新人監督が『あなたとやりたい』と言っている。日活の予算は当てに出来ないから、石原プロが自腹を切ってでもやる。ウチが全面的に応援する」などと強く説得され、神代辰巳の脚本（当時の題名は『スリ』）を渡された。荒木は「役者としてこれはやりたい」と思い、荒木が日活と話し合い、「アートシアター的なものをロマンポルノの中に取り入れていくのなら、やってもいい」など幾つかの条件を提案し、日活が了承した。

### 撮影
神代の脚本は、日活のロマンポルノ体制移行の前に書かれたもので、村川監督はポルノを撮るという気持ちは全くなかった。ロマンポルノはセックスシーンを4つ入れるという決まりがあった。アクション映画が好きな村川監督は「濡れ場は撮れない」と言うため、荒木が「俺がやる」と、カメラの姫田真佐久と相談して「濡れ場は全部俺が演出した」と話している。荒木は「『白い指の戯れ』は絶賛されたんだが、続いて撮った『哀愁のサーキット』がボロクソに叩かれてね。俺はそんなに悪い作品とは思わないんだけど、『白い指の戯れ』の評価が高すぎたからね。それで村川さんはノイローゼになって、一回故郷の山形に帰って仕事をしなくなった。それを石原プロが呼び戻して、テレビ映画を撮らせて、しばらくして松田優作主演の『最も危険な遊戯』で復活したんだ」と話している。また「俺がポルノに出ると何かとクローズアップされるからね。付き合いで出てるだけだよ。まあ芸能プロも道楽みたいな感じだな」などと話した。

### キャスティング
荒木は「誰が相手役の女優が誰かは全く知らなくて、伊佐山ひろ子を紹介されて『何だこのブス』って（笑）。それでやりだしたら面白い（笑）。俺になついてね。自分のこと『べべ』って言うのよ。麻雀やってるときに電話してきて『今日ね、べべね。マリリンなの』って言うの。何だかさっぱり分かんない（笑）。来たらマリリン・モンローの格好してんの。それで俺の横にパッと座ってね。俺の女房に『今日、荒木さんをお借りします』って（笑）。そういう女なんだよ。面白いんだ」などと話している。

## ロケ地
全て東京都内。度々登場するコーヒー店「トムソン」は、渋谷駅前、国道246号沿い、現在の渋谷ストリーム北側の渋谷川「稲荷橋」袂辺り。他に新宿紀伊國屋書店、新宿駅構内、新宿三光町、八王子駅前、井の頭公園、地下鉄丸ノ内線の新宿三丁目駅 - 新宿御苑前駅など。